# Hans Wilsdorf
Hans Eberhard Wilhelm Wilsdorf (Kulmbach, 22 de março de 1881 – Genebra, 6 de julho de 1960) foi um empresário e relojoeiro alemão-britânico, conhecido por ser o fundador da Rolex e da Tudor.

## Juventude

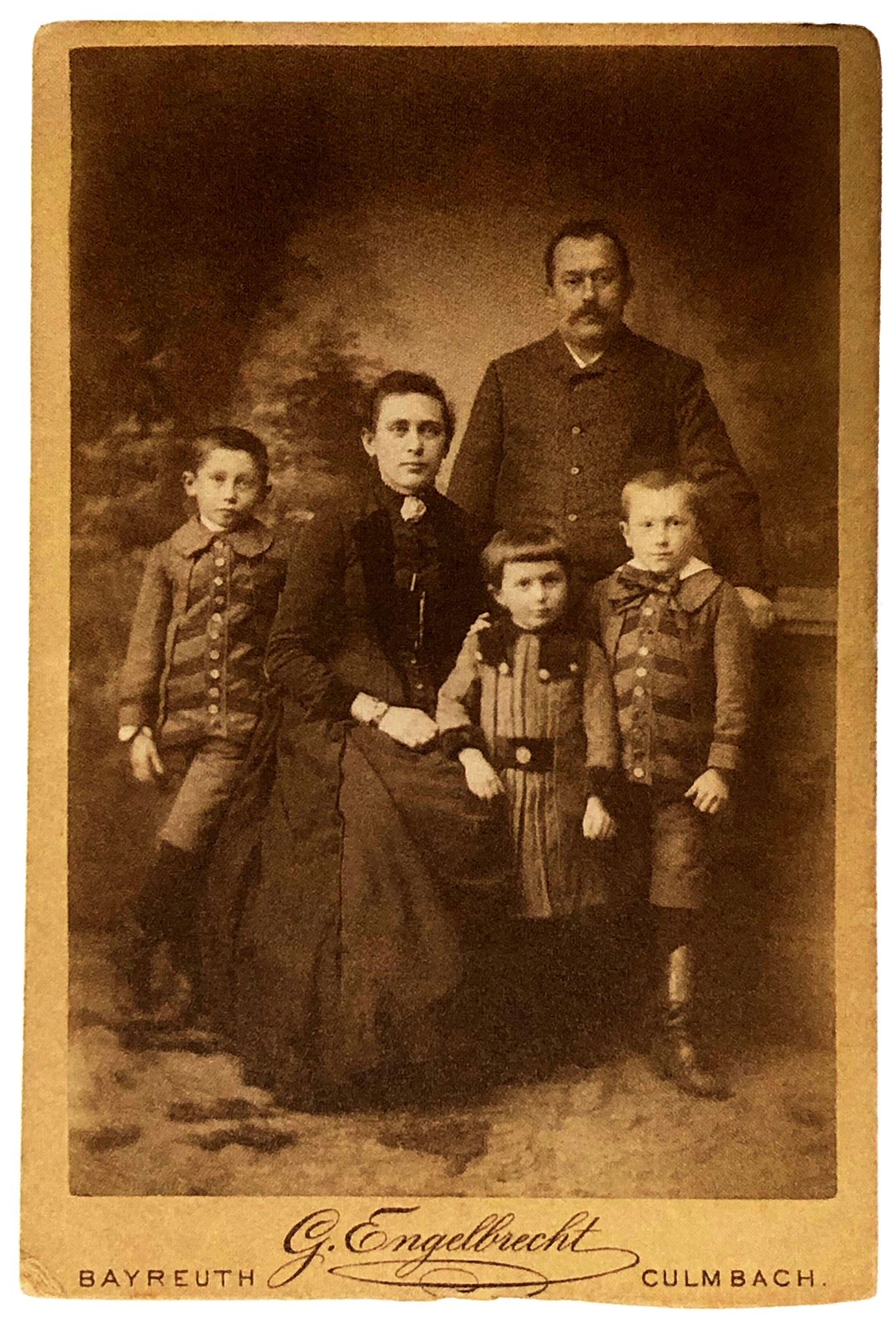
A foto acima mostra Hans Wilsdorf (fila da frente à direita) em pé na frente de seu pai, com sua mãe sentada entre a irmã e o irmão.

Hans Wilsdorf nasceu em Kulmbach, na Alemanha. Era filho de Anna e Johan Daniel Ferdinand Wilsdorf e era o segundo filho de uma família de três filhos. Sua mãe morreu quando Hans ainda era criança e ele ficou órfão de vez quando seu pai também morreu pouco depois, tendo 12 anos na época.
Com o falecimento de seus pais, Hans passou a morar com seus tios, que venderam o próspero negócio da família que pertencera a seu avô e, mais tarde, a seu pai. Hans e seus 2 irmãos foram enviados a excelentes internatos, onde receberam uma  educação de qualidade.
Hans Wilsdorf publicou sua autobiografia em 1946 como parte de um conjunto de livros de quatro volumes chamado Rolex Jubilee Vade Mecum . Em sua autobiografia, Hans afirmou:
| “ | Os nossos tios não foram indiferentes ao nosso destino; no entanto, a forma como me fizeram autossuficiente desde muito cedo me fez adquirir o hábito de cuidar dos meus bens e, olhando para trás, acredito que seja para isso que muito do meu sucesso é devido. | ” |

Hans Wilsdorf se destacou em matemática e línguas, o que o inspirou a viajar e trabalhar em países estrangeiros. Começou sua carreira como aprendiz em uma empresa internacional de exportação de pérolas altamente influente. A valiosa experiência que Hans adquiriu desempenhou um papel crucial em todos os seus negócios futuros.

## Carreira
Em 1900, Hans começou sua carreira no ramo relojoeiro quando se mudou para La Chaux-de-Fonds, na Suíça, para trabalhar como correspondente de inglês e escriturário na influente firma de relógios dos Srs. Cuno Korten, na rua Leoppold Robert, 49, onde recebia um salário de 80 francos suíços. Na época, a Cuno Korten exportava cerca de um milhão de francos em relógios de bolso anualmente, tendo trabalhado com todos os tipos de relógios e fabricou um pequeno número de relógios do zero.
Hans era responsável por dar corda a centenas de relógios de bolso todos os dias em seu papel na Cuno Korten, bem como garantir que todos os relógios estivessem marcando a hora certa. Wilsdorf entendeu como funcionava as relojoarias de seu tempo durante seu trabalho na Cuno Korten, obtendo um conhecimento valioso sobre como todos os tipos de relógios eram produzidos em todo o mundo.

### 1905: Fundação Wilsdorf & Davis
Em 1903, Hans Wilsdorf mudou-se para a cidade de Londres, na Inglaterra, onde foi trabalhar para outra empresa de relojoaria de alta qualidade. Em 1905 - com uma quantia modesta de dinheiro - Hans abriu um negócio com Alfred Davis chamado Wilsdorf & Davis, localizado em 83 Hatton Garden em Londres, Inglaterra. O objetivo da Wilsdorf & Davis era fornecer relógios de alta qualidade a preços acessíveis.

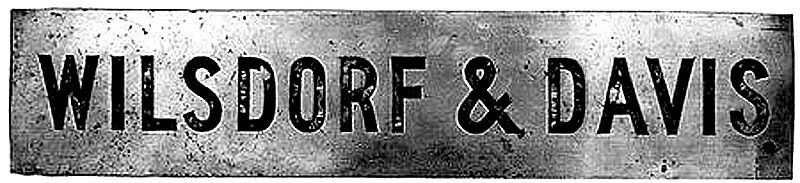
Cartaz da Wilsdorf-and-Davis, 1905.

### 1908: Fundação da Rolex

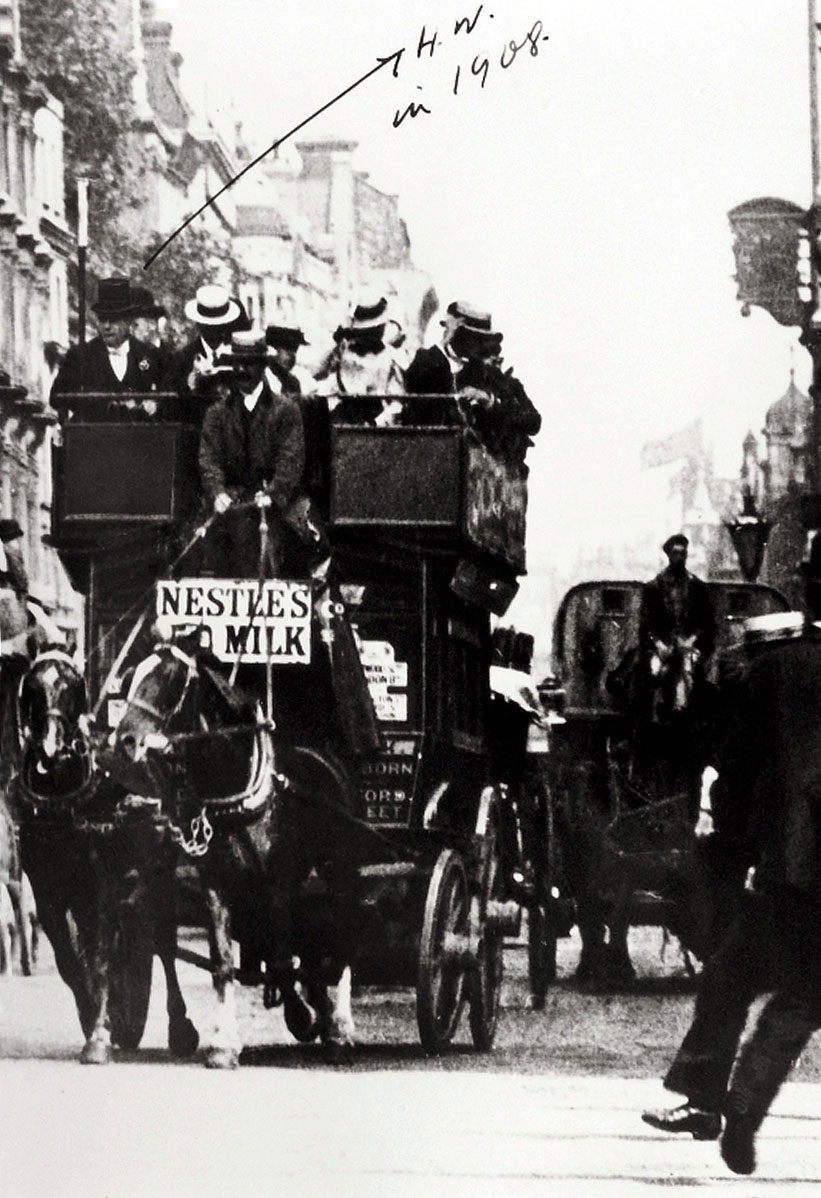
Hans Wilsdorf, fundador da Rolex na foto acima em 1908 em Londres, Inglaterra, andando de ônibus.

No 50º aniversário da Rolex, em 1958, Hans Wilsdorf compartilhou a história de como ele originalmente concebeu o nome 'Rolex' em 1908:
| “ | Tentei combinar as letras do alfabeto de todas as maneiras possíveis. Isso deu algumas centenas de nomes, mas nenhum deles parecia muito certo. Certa manhã, quando eu estava sentado no andar superior de um carro de dois andares movido a cavalos, dirigindo pela Cheapside em Londres, um bom gênio sussurrou em meu ouvido: "Rolex". Poucos dias depois dessa jornada frutífera, a marca Rolex foi registrada e, em seguida, oficialmente registrada na Suíça pela Wilsdorf & Davis. | ” |

Durante a primeira década de 1900, os relógios de bolso eram onipresentes e os relógios de pulso, chamados na época de "pulseira", eram malvistos. Wilsdorf acreditou desde cedo no potencial do relógio de pulso e tornou sua missão popularizá-los.
Em 1902, durante seu tempo em La Chaux-de-Fonds, Wilsdorf ouviu falar no nome de Hermann Aegler, que era de Bienne. Aegler havia começado a produzir 'ebauches', que são os movimentos bruscos para relógios de escape de alavanca pequena de alta qualidade movimentos.
Em 1905, Hans viajou para Bienne e fez um pedido com Hermann Aegler, resultando no maior pedido já feito de relógios de pulso. Este seria o início de uma parceria de longa data entre a Aegler e a Rolex, até um século depois, quando a Rolex acabaria comprando a Aegler.

### Primeira Guerra Mundial
Em 1914, uma década depois de Wilsdorf se mudar para Londres e durante a Primeira Guerra Mundial, Wilsdorf mudou o nome de 'Wilsdorf & Davis" para "The Rolex Watch Company Ltd". 14 dias antes do início da Primeira, em 14 de julho de 1914, o Rolex foi o primeiro relógio de pulso da história a receber um certificado Classe "A" do famoso Observatório de Kew. A Rolex havia crescido rapidamente; em 1914, eles tinham mais de 40 funcionários em sua folha de pagamento.
Em 1914, Hans Wilsdorf escreveu:
| “ | A minha opinião pessoal ... é que os relógios de bolso irão desaparecer quase completamente e que os relógios de pulso irão substituí-los definitivamente! Não estou enganado nesta opinião e você verá que estou certo. | ” |

Em 1915, o Governo britânico implementou uma tarifa alfandegária de 33% que levou a Rolex a mudar sua sede internacional de Londres para Bienne, na Suíça. Em 1919, a Rolex mudou sua sede para Genebra, na Suíça, onde permanece até hoje.

### 1927: The Rolex Oyster
Em 1926, a Rolex patenteou e lançou o primeiro relógio à prova d'água comercialmente viável, conhecido como "The Rolex Oyster", tendo Wilsdorf tendo a ideia de colocar esse nome depois de comer uma Lula no jantar. A Rolex também selecionou revendedores de relógios em cada cidade para atuar como revendedores exclusivos e forneceu a cada um deles vitrines especiais que consistiam em um aquário com plantas e peixes dourados, junto com um relógio de pulso Rolex Oyster. As pessoas que passavam ficariam chocadas ao ver um relógio funcionando corretamente enquanto estava submerso na água.
Wilsdorf percebeu que o advento do Rolex Oyster foi uma grande inovação na história da relojoaria e investiu muitos recursos em publicidade. Sua primeira embaixatriz da marca Rolex foi uma nadadora chamada Mercedes Gleitze que nadou no Canal da Mancha enquanto usava um Rolex Oyster no pescoço.
Depois de Mercedes Gleitze, Hans Wilsdorf recorreu ao rei da velocidade terrestre, Sir Malcolm Campbell, para representar a Rolex como embaixador da marca. Malcolm Campbell estabeleceu novos recordes de velocidade terrestre 9 vezes entre 1924 e 1935.

### 1933: The Rolex Perpetual
Em 1933, a Rolex lançou um relógio de pulso automático com um design muito melhorado em relação aos automáticos da época, que apelidaram de "O Rolex Perpétuo". O Rolex Perpetual iria automaticamente dar corda em seu movimento, aproveitando a energia capturada da rotação de um rotor bidirecional dentro do relógio Rolex.

### Segunda Guerra Mundial
No início da Segunda Guerra Mundial, os pilotos da Força Aérea Real estavam comprando relógios Rolex para substituir seus relógios padrão inferiores. No entanto, quando capturados e enviados para campos de prisioneiros de guerra, seus relógios foram confiscados. Quando Wilsdorf soube disso, se ofereceu para substituir todos os relógios que haviam sido confiscados e não exigir o pagamento até o final da guerra, se os oficiais escrevessem à Rolex explicando as circunstâncias de sua perda e onde eles estavam detidos. Wilsdorf supervisionou pessoalmente esse esforço.

### 1945: Fundação Hans Wilsdorf
Hans Wilsdorf e sua primeira esposa, Florence Frances May Wilsdorf-Crotty, nunca tiveram filhos e ela morreu de uma doença em 1944. Em 1945, Hans Wilsdorf fundou a Fundação Hans Wilsdorf, para a qual em 1960 entregou sua participação de 100% na Rolex. A Fundação Hans Wilsdorf é proprietária e controla a Rolex até hoje e doa grande parte de sua receita para instituições de caridade e causas sociais em Genebra, Suíça.

### 1945: Rolex Datejust
Em 1945, a Rolex abriu outro precedente relojoeiro ao lançar o primeiro relógio de pulso com uma janela de abertura que mostrava automaticamente a data usando uma roda de data. O Rolex Datejust foi outra inovação revolucionária no mundo da relojoaria e acabou nas mãos de muitos líderes mundiais famosos, incluindo Sir Winston Churchill e o presidente dos Estados Unidos, Dwight D. Eisenhower.

### 1946: Fundação da Tudor
Wilsdorf também estabeleceu a marca de relógios de alta qualidade e preços mais baixos Tudor, uma empresa subsidiária da Rolex, em 1946. Embora o nome Tudor tivesse aparecido em relógios anteriores feitos sob os auspícios de um Rolex muito maior, foi nessa época que Tudor se expandiu em uma alternativa acessível às ofertas da marca Rolex. Em 6 de março de 1946, Hans Wilsdorf fez a seguinte declaração sobre a marca Tudor:
Há alguns anos venho considerando a ideia de fazer um relógio que nossos agentes pudessem vender a um preço mais modesto do que nossos relógios Rolex, e ainda assim um que pudesse atingir os padrões de confiabilidade pelos quais o Rolex é famoso, decidi formar uma empresa separada, com o objetivo de fabricar e comercializar este novo relógio. Chama-se Tudor Watch Company. 

### 1954: O Rolex Submariner
Em 1954, a Rolex lançou seu primeiro relógio especializado em mergulho, conhecido como "The Rolex Submariner". A Rolex trabalhou com o lendário explorador e aquanauta francês Jacques-Yves Cousteau para testar os primeiros protótipos de relógios Rolex Submariner. O Submariner tornou-se comercialmente disponível após ser apresentado no Basel Fair Show em 1954.

### 1954: O Rolex GMT-Master
Em 1954, a Rolex lançou outro "relógio de ferramentas" radical e de vanguarda, conhecido como GMT-Master. O GMT-Master tinha todos os recursos habituais do Rolex, incluindo uma caixa Oyster à prova d'água, movimento perpétuo e ponteiros e marcadores luminosos, mas adicionou um ponteiro de 24 horas projetado para manter a hora em um segundo fuso horário. Além disso, possui uma luneta giratória 24 horas que é luminosa. O GMT-Master foi originalmente projetado para pilotos e navegadores da Pan American Airways e para viajantes do mundo todo.

### 1955: o Rolex Day-Date
A Rolex lançou o modelo Day-Date em 1955, que foi o primeiro relógio de pulso a apresentar uma janela de abertura para o dia da semana e uma janela para a data. O Day-Date era um pouco semelhante ao Rolex Datejust com 36 mm de diâmetro, mas apresentava uma caixa um pouco mais grossa.

### 1956: O Rolex Milgauss
O Rolex Milgauss foi lançado em 1956 com o número de referência 6541. Este relógio foi projetado com recursos antimagnéticos feitos especialmente para cientistas que trabalharam em laboratórios de pesquisa, usinas de energia ou instalações médicas cujos relógios podem ser afetados pelo magnetismo. O Rolex Milgauss original apresentava um ponteiro de segundos que parecia um raio e, em muitos aspectos, parecia o Rolex Submariner.

## Falecimento
Hans Wilsdorf morreu em Genebra, Suíça, em 6 de julho de 1960. Foi enterrado no Cimetière des Rois, em Genebra, ao lado de sua primeira e segunda esposa.

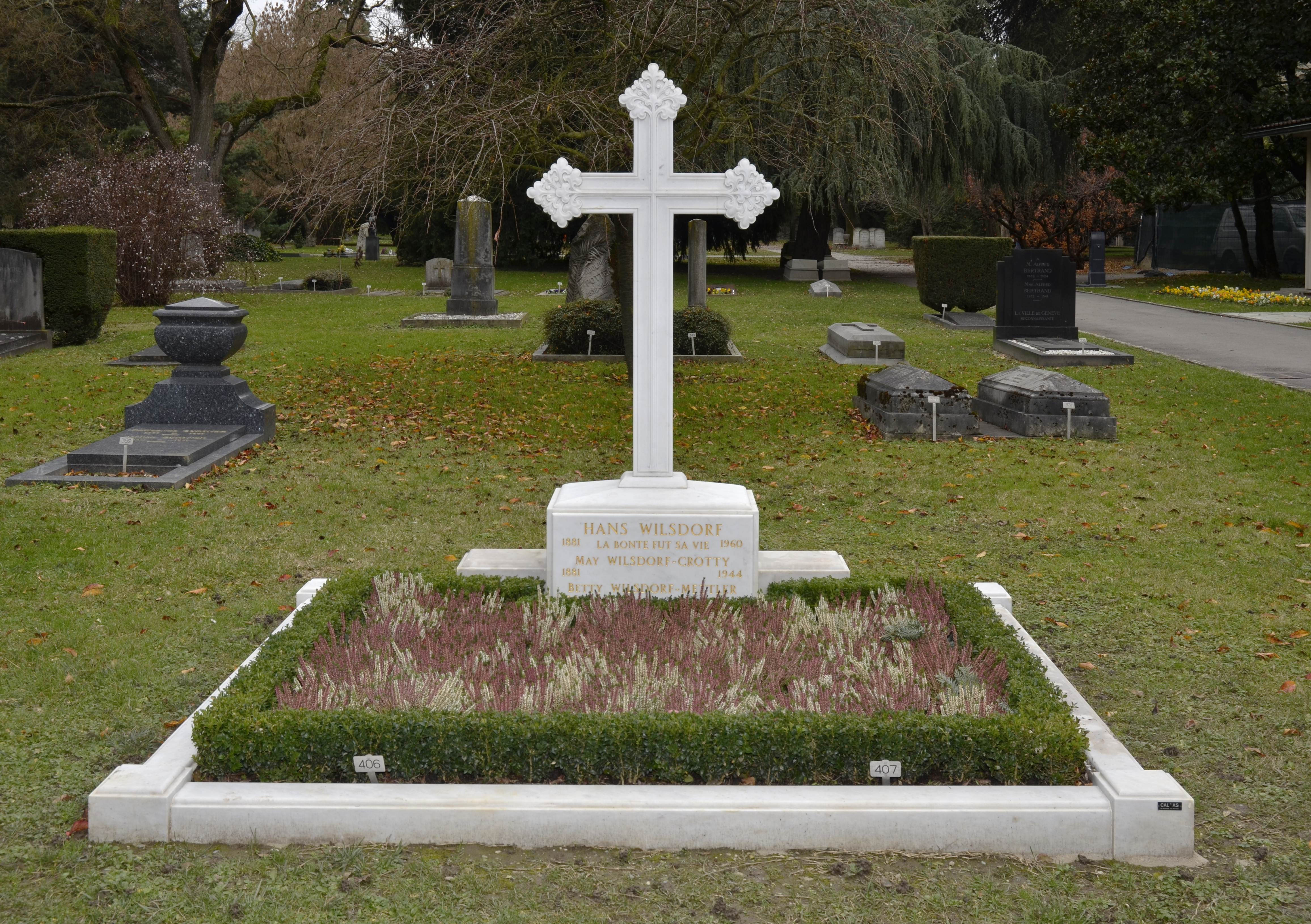
Tumba de Hans Wilsdorf. Cemitério dos Reis, Genebra.

## Legado
Seu legado e a contribuição ao ramo da relojoaria é lembrado até os dias de hoje. A Fundação Hans Wilsdorf, criada em 1945, ainda possui e controla a Rolex. Apesar do falecimento de Hans Wilsdorf em 1960, sua fundação e a Rolex aderiram estritamente e com sucesso à execução de sua visão original.